# Erazm Ciołek (giám mục Płock)

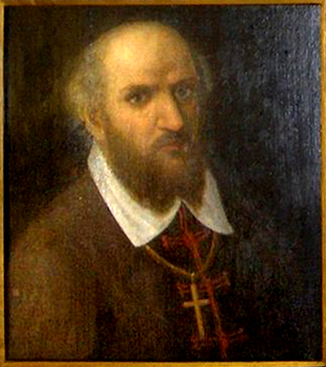
Bức tranh chân dung Erazm Ciołek trong bộ sưu tập Muzeum Diecezjalne Płockie

Erazm Ciołek (1474–1522) là nhà ngoại giao và nhà văn người Ba Lan, giữ chức vụ Giám mục Płock từ năm 1504 đến khi qua đời. Ông là tác giả của Ciołek's Missal, một trong những tác phẩm lâu đời nhất của nền văn học Ba Lan 

## Tiểu sử
Erazm Ciołek sinh năm 1474 trong một gia đình thuộc giai cấp tư sản ở Kraków, Ciołek, tốt nghiệp Học viện Kraków với bằng Thạc sĩ năm 1491. Năm 1494, Erazm Ciołek (Giám mục tương lai của Płock) trở thành cận thần của vua Ba Lan Alexander Jagiellon và là một trong những người được nhà vua tin tưởng. Năm 1501, ông theo một phái đoàn ngoại giao đến Rome và nhậm Chức Thánh. Tại Rome, Ciołek có ý định tổ chức hôn nhân với Alexandre và ly hôn với bà Helena ở Mát-xcơ-va, một người theo Chính thống giáo phương Đông. Cha của bà Helena, vua Ivan III của Nga, đã buộc tội Alexander không khoan dung tôn giáo và lợi dụng để làm cái cớ cho cuộc Chiến tranh Litva –Muscovit (1500–1503).
Năm 1503, với sự hỗ trợ của nhà vua, ông trở thành giám mục của Płock. Ông được biết đến là một người điều hành giỏi, luôn bảo vệ nông dân. Ông là người tài trợ cho nhiều nghệ sĩ (như Mikołaj Hussowczyk), và có một kho tàng sách đồ sộ. Ông cũng là một nhà văn và nhà thơ. Tác phẩm Ciołek được coi là một trong những tác phẩm lâu đời nhất của văn học Ba Lan. Ông đã tài trợ cho nhiều giáo xứ và hỗ trợ các tổ chức giáo dục (đặc biệt là các tu viện). Ciołek cải tạo Nhà thờ Płock và nhiều nhà thờ khác.
Trong lĩnh vực chính trị, do đối thủ rèm pha, Ciołek đã mất sự tín nhiệm của vua Zygmunt I của Ba Lan, và không trở thành hồng y. Ông qua đời tại Rome năm 1522.

## Thành viên khác trong họ
Một người khác của họ Ciołek cũng tên là Erazm Ciołek, vào học tại học viện Kraków năm 1507. Sau khi tốt nghiệp, ông gia nhập Tu viện Cistercian ở Mogiła gần Kraków, năm 1522, ông là trụ trì. Erazm Ciołek này đã khôi phục Tu viện trở lại thời kỳ huy hoàng trước đây và trở thành đại sứ cho Vua Sigismund I. Ông được bổ nhiệm làm Giáo sứ của Kraków năm 1536 và Giám mục Suffragan năm 1544. Ông qua đời tại Tu viện Mogiła vào ngày 6 tháng 12 năm 1546.